# ガラスヒバァ
ガラスヒバァ（Hebius pryeri）は、ナミヘビ科ヒバカリ属に分類されるヘビ。有毒。

## 分布
日本固有種で、奄美諸島、沖縄諸島に分布。

## 形態
全長75-110 cm。体型は細長く、体長の3分の1を尾で構成する。体色は黒や黒褐色で、胴に黄色や褐色の帯模様がある。帯模様は尻尾の方へゆくと途切れて斑点となる。若い固体ほど、模様が鮮明になる、鱗の表面からは触れるとざらつく感触が得られるほどの竜骨が隆起している。和名の由来は、沖縄の方言で「カラスヘビ」の意。ただし、シマヘビの黒化型個体（カラスヘビ）とは無関係。腹面の鱗（腹板）は黄白色で、両端に黒い斑点が入る。上顎から毒を分泌する。
頭部のサイズを考慮すると目は大きい。危険を感じると身体をくねらせ、鎌首をもたげて威嚇する。
比較すると雌の方が雄より身体が太く長くなる。一方、尻尾の長さにおいては雄の方が勝る。

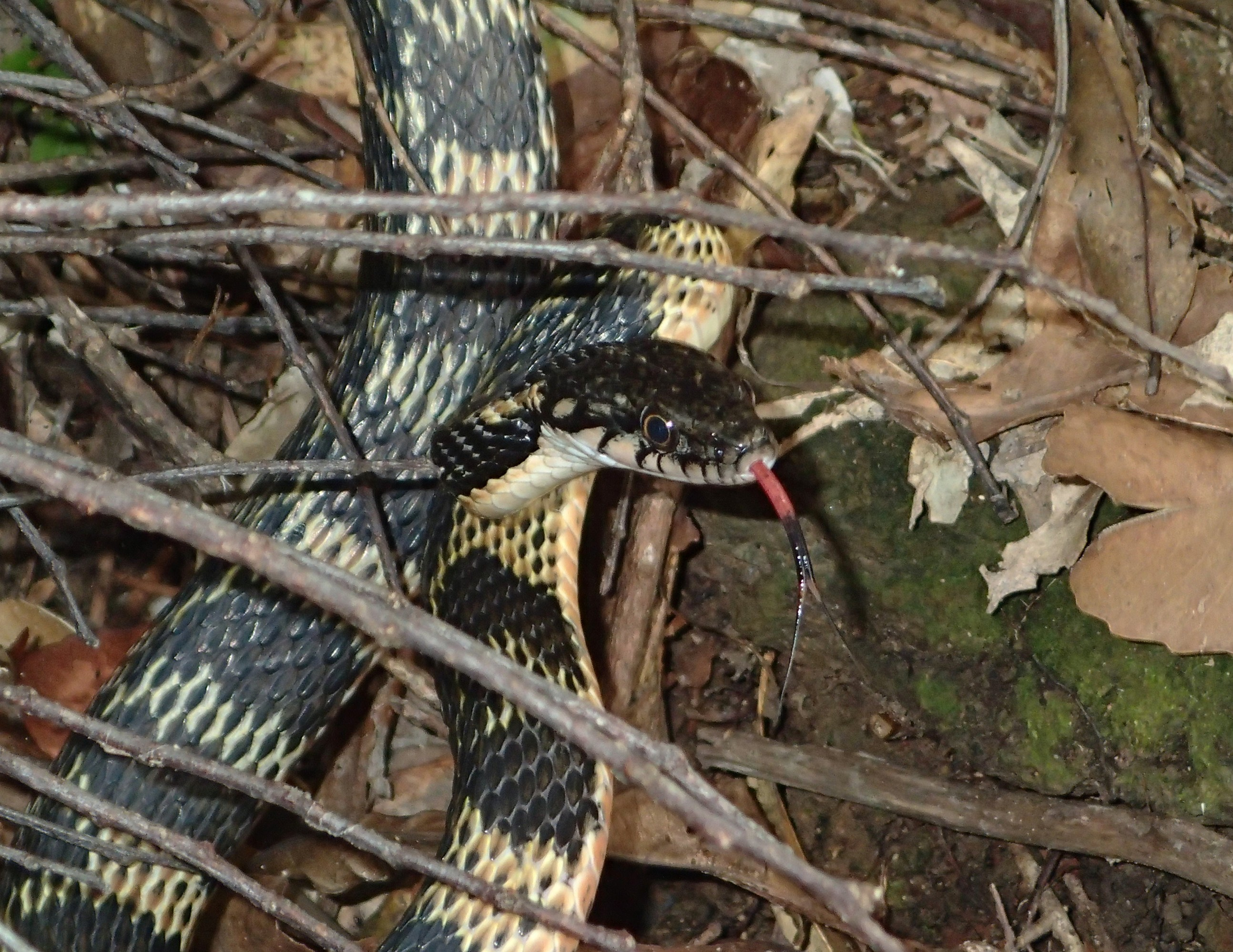
顔のアップ

## 生態
低地、山地に生息し、水辺を好む。川や水田で頻繁に姿が見られる。湿度の高い森林などを好み活動する傾向がある。カエル、魚、ヤモリ、小型のトカゲなどを主に捕食。動きは敏速かつ柔軟であり、草の葉の上を移動して獲物を捕らえることもある。
繁殖形態は卵生で、5 - 8月に1回に2 - 6個の卵を産む。卵は50日 - 60日で孵化する。

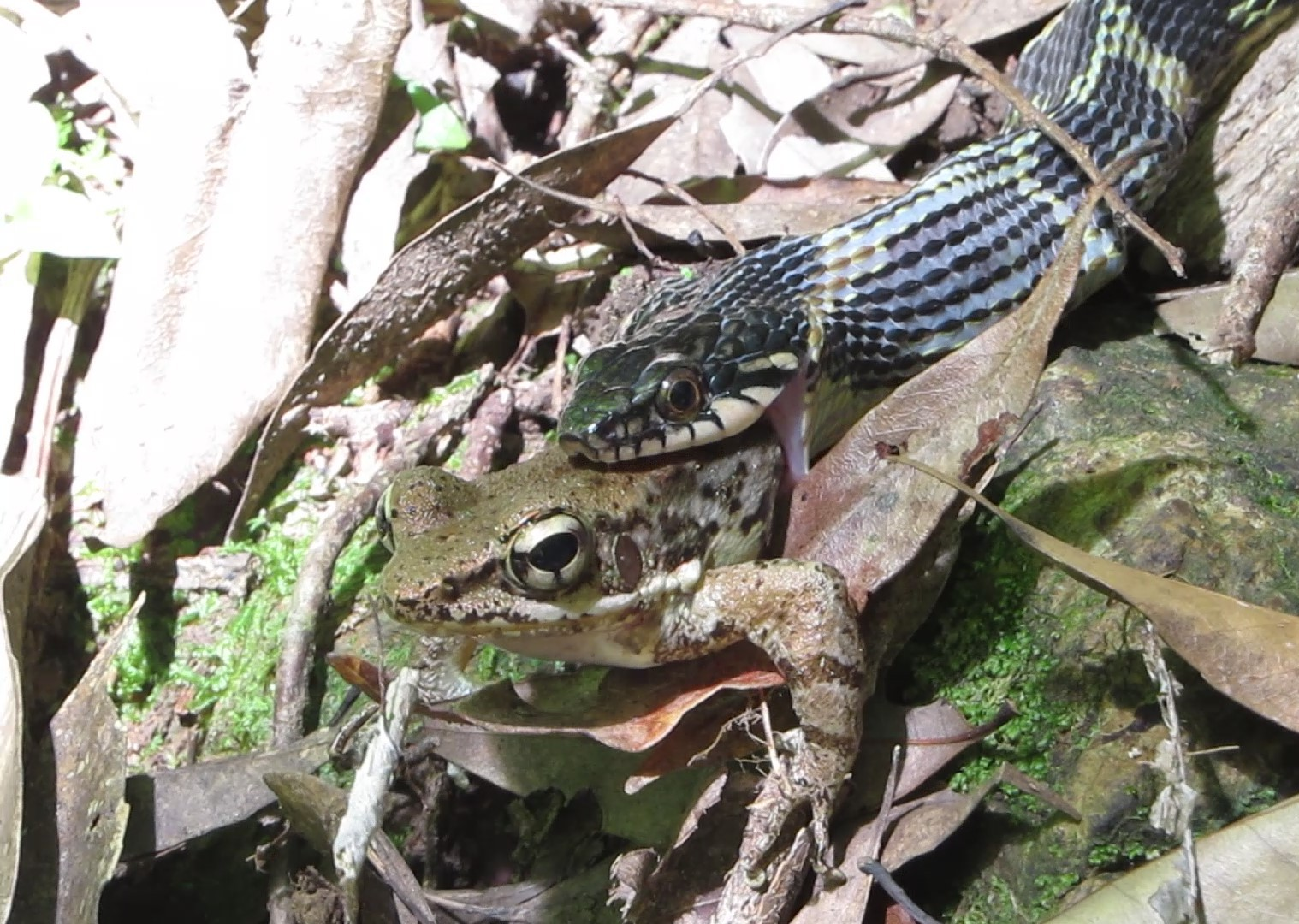
日中、アマミハナサキガエルを捕食

## 毒性
毒蛇であることが認知されたのは近年になってからである。毒を分泌する牙が小さく、噛まれただけでは毒が体中に浸透することはない。そのため、噛まれたことによる実害も報告されていない。しかし、デュベルノワ腺より分泌される毒そのものの毒性は強い方であり、注意が必要とされる。